# Patinação artística nos Jogos Olímpicos de Inverno de 1964 - Individual feminino
A competição individual feminina da patinação artística nos Jogos Olímpicos de Inverno de 1964 foi disputado entre 30 patinadoras.

## Medalhistas
| Ouro   | NED Sjoukje Dijkstra |
| Prata  | AUT Regine Heitzer   |
| Bronze | CAN Petra Burka      |

## Resultados
| #                 | Nome                  | País                   | PC | PL | Pontos | Pos. |
| ----------------- | --------------------- | ---------------------- | -- | -- | ------ | ---- |
| Medalha de ouro   | Sjoukje Dijkstra      | NED Países Baixos      | 1  | 1  | 2018.5 | 9    |
| Medalha de prata  | Regine Heitzer        | AUT Áustria            | 2  | 5  | 1945.5 | 22   |
| Medalha de bronze | Petra Burka           | CAN Canadá             | 3  | 2  | 1940.0 | 25   |
| 4                 | Nicole Hassler        | FRA França             | 5  | 4  | 1887.7 | 38   |
| 5                 | Miwa Fukuhara         | JPN Japão              | 4  | 9  | 1845.1 | 50   |
| 6                 | Peggy Fleming         | USA Estados Unidos     | 8  | 6  | 1819.6 | 59   |
| 7                 | Christine Haigler     | USA Estados Unidos     | 6  | 15 | 1803.8 | 74   |
| 8                 | Albertina Noyes       | USA Estados Unidos     | 9  | 7  | 1798.9 | 73   |
| 9                 | Helli Sengtschmid     | AUT Áustria            | 18 | 3  | 1782.1 | 85   |
| 10                | Wendy Griner          | CAN Canadá             | 13 | 8  | 1775.3 | 91   |
| 11                | Sally-Anne Stapleford | GBR Grã-Bretanha       | 7  | 19 | 1757.9 | 108  |
| 12                | Shirra Kenworthy      | CAN Canadá             | 10 | 16 | 1756.3 | 104  |
| 13                | Kumiko Okawa          | JPN Japão              | 15 | 11 | 1725.4 | 136  |
| 14                | Inge Paul             | EUA Equipe Alemã Unida | 17 | 12 | 1720.3 | 139  |
| 15                | Hana Mašková          | TCH Checoslováquia     | 19 | 10 | 1714.8 | 142  |
| 16                | Carol-Ann Warner      | GBR Grã-Bretanha       | 12 | 22 | 1692.9 | 162  |
| 17                | Zsuzsa Almássy        | HUN Hungria            | 20 | 14 | 1702.2 | 159  |
| 18                | Diane Clifton-Peach   | GBR Grã-Bretanha       | 11 | 25 | 1711.7 | 152  |
| 19                | Gabriele Seyfert      | EUA Equipe Alemã Unida | 21 | 17 | 1685.1 | 177  |
| 20                | Ingrid Ostler         | AUT Áustria            | 16 | 20 | 1684.8 | 171  |
| 21                | Ann Margret Frei-Käck | SWE Suécia             | 26 | 13 | 1661.1 | 191  |
| 22                | Junko Ueno            | JPN Japão              | 14 | 26 | 1685.0 | 170  |
| 23                | Franziska Schmidt     | EUA Equipe Alemã Unida | 22 | 21 | 1662.8 | 193  |
| 24                | Uschi Keszler         | EUA Equipe Alemã Unida | 25 | 18 | 1642.3 | 213  |
| 25                | Jana Mrázková         | TCH Checoslováquia     | 23 | 24 | 1646.4 | 205  |
| 26                | Sandra Brugnera       | ITA Itália             | 27 | 23 | 1612.5 | 221  |
| 27                | Monika Zingg          | SUI Suíça              | 28 | 28 | 1568.9 | 248  |
| 28                | Anne Karin Dehle      | NOR Noruega            | 24 | 30 | 1571.9 | 248  |
| 29                | Genevieve Burdel      | FRA França             | 29 | 27 | 1542.0 | 255  |
| 30                | Berit Unn Johansen    | NOR Noruega            | 30 | 29 | 1524.9 | 265  |

Legenda
| Recorde mundial      | Recorde mundial (World record)               |                       | Recorde africano                      | Recorde africano (African) |                                           | Q | Classificado por posição (Qualified) |
| Recorde olímpico     | Recorde olímpico (Olympic record)            | Recorde da América    | Recorde da América (Americas)         | q                          | Classificado por melhor tempo (Qualified) |   |                                      |
| Melhor marca do ano  | Melhor marca do ano (World leading)          | Recorde asiático      | Recorde asiático (Asian)              | DNS                        | Não largou (Did not start)                |   |                                      |
| Recorde nacional     | Recorde nacional (National record)           | Recorde europeu       | Recorde europeu (European)            | DNF                        | Não terminou (Did not finish)             |   |                                      |
| Recorde pessoal      | Recorde pessoal do atleta (Personal best)    | Recorde da Oceania    | Recorde da Oceania (Oceania)          | DSQ / DQ                   | Desclassificado (Disqualified)            |   |                                      |
| Recorde da temporada | Recorde da temporada do atleta (Season best) | Recorde sul-americano | Recorde sul-americano (South America) | NM                         | Sem marca (No mark)                       |   |                                      |